# 达化郡
达化郡，中国古代的郡。
北周建德五年（576年）置，治所在达化县（今青海省尖扎县东北康杨镇）。辖境约相当今青海省循化县西部和尖扎、同仁等县地。隋朝开皇三年（583年）废。